# Helen Kelesi
Helen Kelesi (Vitória, 15 de novembro de 1969) é uma ex-tenista profissional canadense.

## Carreira
"Furacão Helen", como a imprensa canadense a apelidou por seu comportamento impetuoso, alcançou uma alta posição na classificação WTA do mundo no. 13 (novembro de 1989), e foi uma presença regular no top 25 de 1986 a 1991. Ela ganhou títulos de simples em dois eventos de turnê, o Aberto do Japão de 1986 e o Citta de Taranto de 1988, e no Aberto da França, ela foi uma quarta - finalista em 1988 (perdendo para Gabriela Sabatini) e 1989 (perdendo para Mary-Joe Fernandez). Durante seu tempo no WTA Tour, Kelesi registrou vitórias sobre Arantxa Sanchez-Vicario, Conchita Martinez, Jana Novotna, Manuela Maleeva-Fragniere, Helena Sukova e Pam Shriver.
O jogo de Kelesi foi caracterizado por um jogo de base agressivo, com um poderoso forehand e backhand de duas mãos. Ela também se recuperou bem e pode jogar defensivamente quando necessário. Essas habilidades significavam que Kelesi era particularmente bom em superfícies de saibro e quadras duras.
Kelesi foi membro da equipe da Copa da Federação Canadense de 1986 a 1993. Ela foi a jogadora individual do ano no Tennis Canada quatro vezes (1986, 1987, 1989 e 1990).
A carreira profissional de Kelesi chegou ao fim em 1995, quando um tumor cerebral do tamanho de uma bola de tênis foi descoberto após meses de dores de cabeça, tonturas e problemas de visão. Numerosas operações se seguiram ao longo dos anos, Kelesi se recuperou com sucesso e começou a treinar crianças no Canadá no final dos anos 1990. Ela também se tornou jornalista e comentarista de tênis em meio período.

## Finais do WTA Tour

### Simples: 9 (2 títulos, 7 segundos classificados)
| Títulos por Superfície |
| ---------------------- |
| Duro (1–3)             |
| Grama (0–0)            |
| Saibro (1–4)           |
| Carpete (0–0)          |

| Resultado | W / L | Encontro         | Torneio    | Superfície | Oponente                  | Ponto              |
| --------- | ----- | ---------------- | ---------- | ---------- | ------------------------- | ------------------ |
| Perda     | 1     | Agosto de 1985   | Monticello | Dura       | Barbara Potter            | 6–4, 3–6, 2–6      |
| Ganhar    | 1     | Outubro de 1986  | Tóquio     | Dura       | Bettina Fulco             | 6–2, 6–2           |
| Ganhar    | 2     | Maio de 1988     | Taranto    | Saibro     | Laura Garrone             | 6–1, 6–0           |
| Perda     | 2     | Maio de 1988     | Roma       | Saibro     | Gabriela Sabatini         | 1–6, 7–6 (4) , 1–6 |
| Perda     | 3 -   | Agosto de 1988   | Cincinnati | Dura       | Barbara Potter            | 2–6, 2–6           |
| Perda     | 4 -   | Abril de 1989    | Barcelona  | Saibro     | Arantxa Sánchez Vicario   | 2–6, 7–5, 1–6      |
| Perda     | 5     | Novembro de 1989 | Nashville  | Dura (I)   | Leila Meskhi              | 2–6, 3–6           |
| Perda     | 6     | Maio de 1990     | Genebra    | Saibro     | Barbara Paulus            | 6–2, 5–7, 6–7 (3)  |
| Perda     | 7     | Maio de 1991     | Genebra    | Saibro     | Manuela Maleeva-Fragniere | 3-6, 6-3, 3-6      |

### Duplas: 5 (2 títulos, 3 segundos classificados)
| Títulos por Superfície |
| ---------------------- |
| Dura (1–2)             |
| Grama (0–0)            |
| Saibro (1-1)           |
| Carpete (0–0)          |

| Resultado | W / L | Encontro        | Torneio    | Superfície | Parceiro         | Oponentes                          | Ponto              |
| --------- | ----- | --------------- | ---------- | ---------- | ---------------- | ---------------------------------- | ------------------ |
| Perdeu    | 1     | Maio de 1988    | Taranto    | Saibro     | Laura Garrone    | Andrea Betzner / Claudia Porwik    | 1–6, 2–6           |
| Perda     | 2     | Agosto de 1988  | Cincinnati | Dura       | Lindsay Bartlett | Beth Herr / Candy Reynolds         | 6–4, 6–7 (9) , 1–6 |
| Venceu    | 1     | Maio de 1990    | Roma       | Saibro     | Monica Seles     | Laura Garrone / Laura Golarsa      | 6–3, 6–4           |
| Perdeu    | 3     | Agosto de 1990  | Montreal   | Dura       | Raffaella Reggi  | Betsy Nagelsen / Gabriela Sabatini | 6–3, 2–6, 2–6      |
| Venceu    | 2     | Outubro de 1990 | Scottsdale | Dura       | Elise Burgin     | Sandy Collins / Ronni Reis         | 6–4, 6–2           |

## Finais da ITF

### Finais de simples: 3 (3-0)
| Resultado | No. | Encontro               | Torneio                           | Superfície | Oponente na final | Pontuação na final     |
| Vencedora | 1   | 3 de fevereiro de 1991 | Midland, Michigan, Estados Unidos | Dura (i)   | Meredith McGrath  | 6–2, 6–2               |
| Vencedora | 2   | 27 de janeiro de 1992  | Midland, Michigan, Estados Unidos | Dura (i)   | Claire Wegink     | 7–6 (7–2) , 7–6 (10–8) |
| Vencedora | 3   | 25 de janeiro de 1993  | Austin, Texas, Estados Unidos     | Dura       | Elly Hakami       | 6–4, 3–6, 6–2          |

### Finais de duplas: (0-2)
| Resultado    | No. | Encontro               | Torneio                           | Superfície | Parceiro      | Oponentes na final               | Ponto    |
| Vice-campeão | 1   | 3 de fevereiro de 1991 | Midland, Michigan, Estados Unidos | Dura (i)   | Katrina Adams | Anne Smith Meredith McGrath      | 5-7, 5-7 |
| Vice-campeão | 1   | 27 de janeiro de 1992  | Midland, Michigan, Estados Unidos | Dura (i)   | Caroline Vis  | Manon Bollegraf Meredith McGrath | 3-6, 1-6 |

## Grand Slam cronograma desempenho em simples
| Torneio                       | 1985 | 1986 | 1987 | 1988 | 1989 | 1990 | 1991 | 1992 | 1993 | 1994 | 1995 | 1996 | 1997 | SR de carreira |
| ----------------------------- | ---- | ---- | ---- | ---- | ---- | ---- | ---- | ---- | ---- | ---- | ---- | ---- | ---- | -------------- |
| Aberto da Austrália           | UMA  | NH   | 2R   | UMA  | UMA  | 3R   | UMA  | 1R   | UMA  | 2R   | UMA  | UMA  | UMA  | 0/4            |
| Aberto da França              | 1R   | 1R   | 4R   | QF   | QF   | 2R   | 3R   | UMA  | 1R   | 1R   | UMA  | UMA  | UMA  | 0/9            |
| Wimbledon                     | 1R   | 2R   | 1R   | 1R   | 1R   | 1R   | 1R   | UMA  | 3R   | 1R   | UMA  | UMA  | UMA  | 0/9            |
| US Open                       | 1R   | 3R   | 3R   | 2R   | 1R   | 2R   | 2R   | 1R   | 1R   | 1R   | UMA  | UMA  | UMA  | 0/10           |
| SR                            | 0/3  | 0/3  | 0/4  | 0/3  | 0/3  | 0/4  | 0/3  | 0/2  | 0/3  | 0/4  | 0/0  | 0/0  | 0/0  | 0/32           |
| Classificação de final de ano | 48   | 39   | 32   | 19   | 13   | 25   | 29   | 128  | 49   | 124  | NR   | NR   | 763  |                |